# Uppståndelsekatedralen, Narva
Uppståndelsekatedralen (estniska: Issanda Ülestõusmise peakirik, ryska: Воскресенский кафедральный собор) är en estnisk-ortodox katedral belägen i staden Narva i landskapet Ida-Virumaa i nordöstra Estland.
Katedralen är byggd i bysantinsk stil och helgad åt Jesu uppståndelse.

## Historik
Uppståndelsekatedralen i Narva började byggas den 5 augusti 1890, då tsar Alexander III av Ryssland lade grundstenen. Närvarande vid detta tillfälle var även den tyske kejsaren Vilhelm II. Katedralen stod färdig 1896, och invigdes den 17 november samma år. 
Arkitekt var Pavel Alisj, och byggnaden restes med hjälp av medel från Kreenholms bomullsspinneri.

## Inventarier
Inne i katedralen finns en förgylld tredelad ikonostas vars ikoner målades i Michail Dikarevs ateljé i Moskva, Ryssland och ett träkrucifix från 1600-talet, utfört av Elert Thiele.

## Galleri

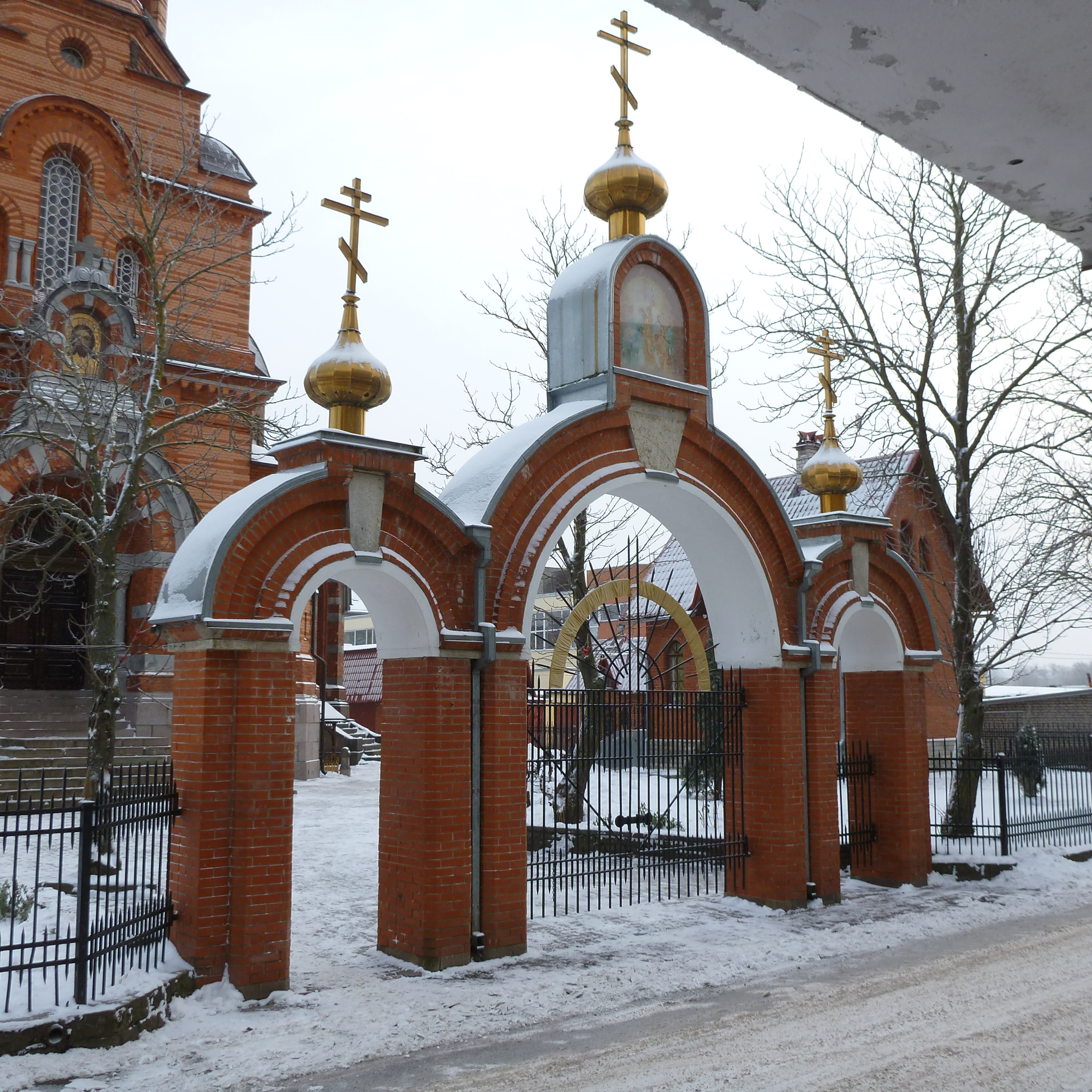
Ingången.
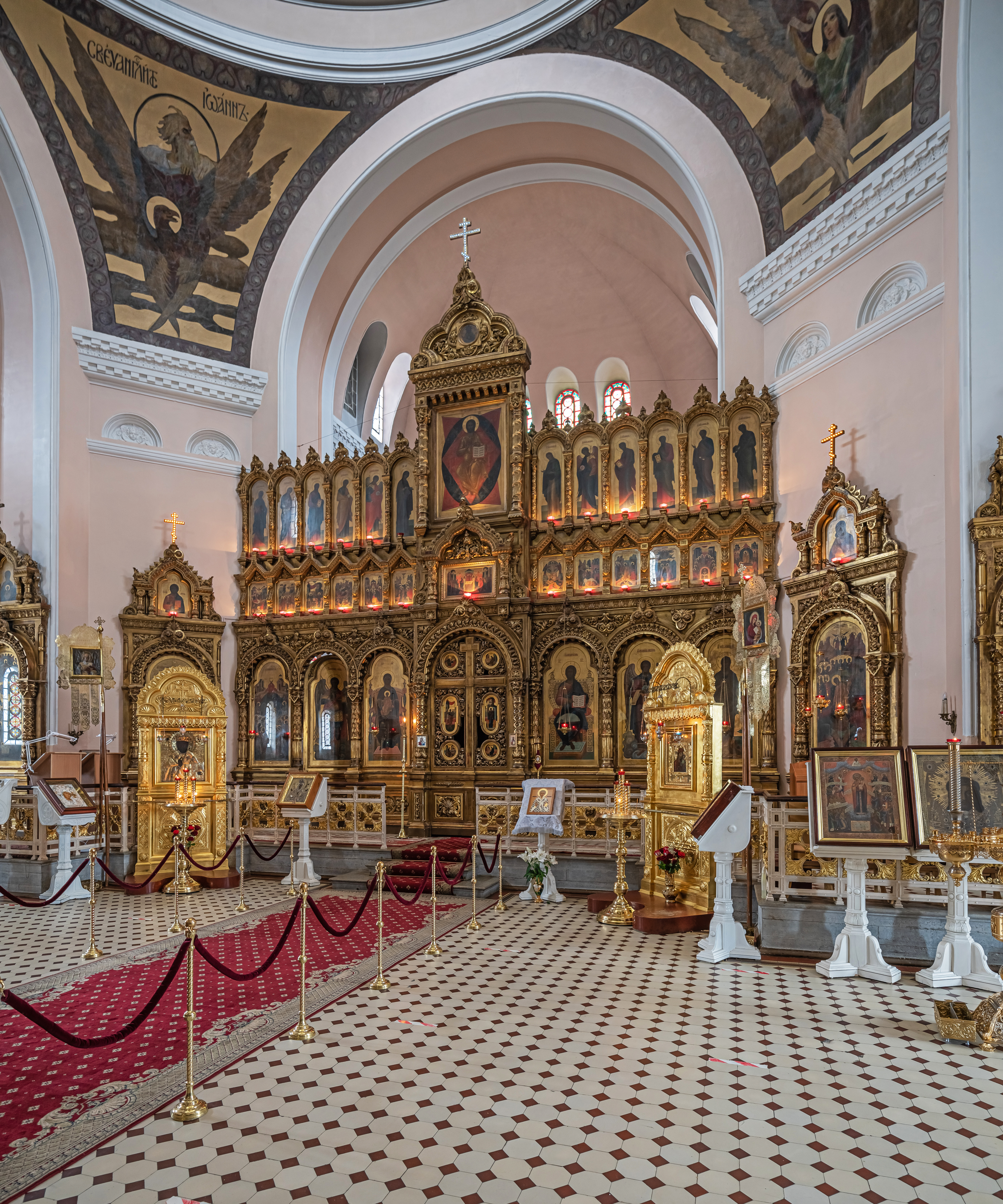
Katedralens interiör mot ikonostasen.
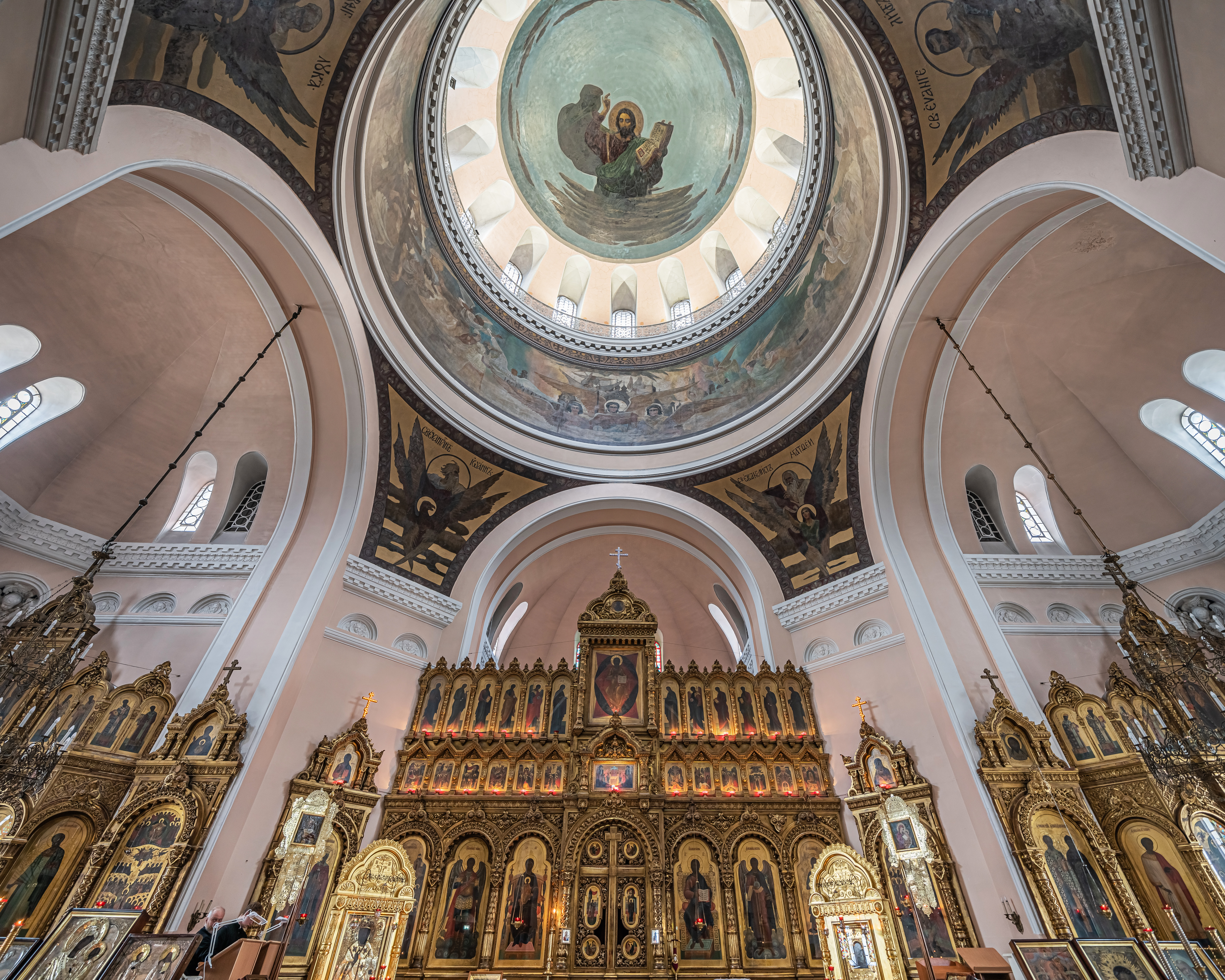
Interiör och taket.
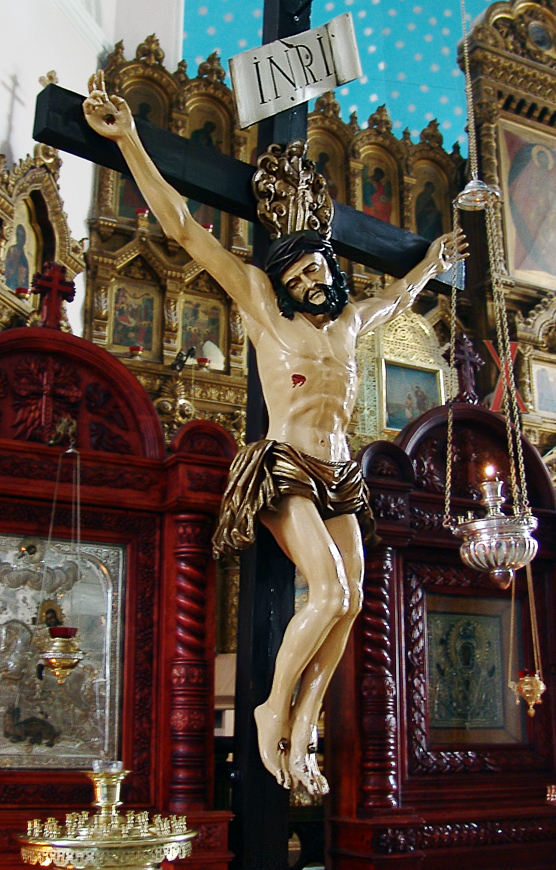
Krucifix.